# Geraesta bilobata
Geraesta bilobata är en spindelart som beskrevs av Simon 1897. Geraesta bilobata ingår i släktet Geraesta och familjen krabbspindlar.
Artens utbredningsområde är Madagaskar. Inga underarter finns listade i Catalogue of Life.